# Sandro Callari
Alessandro "Sandro" Callari (Monterotondo, Ciutat metropolitana de Roma Capital, 25 de febrer de 1958) va ser un ciclista italià que s'especialitzà en el ciclisme en pista. Va guanyar una medalla de bronze al Campionat del món en Persecució per equips de 1979. Havia participat en els Jocs Olímpics de Mont-real tres anys abans.